# Irische Kunst aus drei Jahrtausenden – Thesaurus Hiberniae
Irische Kunst aus drei Jahrtausenden – Thesaurus Hiberniae war eine 1983 in Berlin und Köln durchgeführte Ausstellung.
Irische Kunst aus drei Jahrtausenden war eine 1980 konzipierte, von der irischen Regierung angestoßene Ausstellung, die in ausgewählten europäischen Städten in Frankreich, Deutschland, den Niederlanden und Dänemark gezeigt wurde. In Deutschland wurde sie von der Stadt Köln, dem Römisch-Germanischen Museum und dem Wallraf-Richartz-Museum sowie den Staatlichen Museen/Preußischer Kulturbesitz organisiert. Vom 26. Februar bis 2. Juni 1983 wurde sie im Wallraf-Richartz-Museum in Köln, vom 25. Juni bis zum 23. Oktober desselben Jahres in der Sonderausstellungshalle im Museumszentrum Berlin-Dahlem durchgeführt. Die irischen Ausstellungspartner und Leihgeber waren das National Museum of Ireland, das Trinity College in Dublin sowie die Royal Irish Academy. Die Ausstellung stand unter der Schirmherrschaft des irischen Präsidenten Patrick J. Hillery und des deutschen Bundespräsidenten Karl Carstens.
Gezeigt wurden mehr als 90 Exponate, die von der frühen irischen Besiedlung in der Mittelsteinzeit (etwa 7000 v. Chr.) bis ins Spätmittelalter (um 1500) datiert werden. Die Exponate waren vor allem aus Stein und Metall, geschaffen, aber auch Artefakte aus Holz, Keramik und Bein sind vertreten. Ein besonderer Schwerpunkt liegt auf Arbeiten aus Edelmetall.
Im Verlag Philipp von Zabern erschien ein begleitendes Kataloghandbuch, das neben einem Katalogteil auch mehrere Aufsätze von irischen Autoren zu einzelnen Epochen der irischen Geschichte beinhaltet. Das Vorwort wurde vom Direktor des National Museum of Ireland, Antoine Brendán Ó Ríordáin verfasst, der zugleich der Vorsitzende des irischen Organisationsausschusses der Ausstellung war.